# Titus Știrbu
Titus Știrbu (n. 3 iulie 1942, Cenușa, județul Soroca) este un poet din Republica Moldova.

## Studii
Și-a făcut studiile la Universitatea de Stat din Moldova, Facultatea de Istorie și Filologie (1959-1964).

## Carieră
Titus Știrbu a lucrat ca redactor la Televiziunea Națională în 1966-1976, după care a fost șef de secție la Societatea Republicană „Prietenii cărții” în 1978-1984. A fost referent, consultant, apoi secretar al Uniunii Scriitorilor din Moldova (1984-1991), consilier al directorului general al Comitetului de Stat pentru Edituri, Poligrafie și Comerțul cu Cărți (1992-1994), secretar al Consiliului Centrului Național de Cinematografie (1994-1999), specialist principal la Departamentul Relații Interetnice și Funcționare a Limbilor (1999-2001). În perioada 2002-2008 a fost redactor în Serviciul editorial al Editurii „Universul”.
Este membru al Uniunii Scriitorilor din Moldova și al Uniunii Epigramiștilor din România. 

### Activitate literară
A debutat editorial în 1973 cu o carte pentru copii intitulată Satelitul. A scris ulterior mai multe cărți pentru copii. Pentru maturi a publicat epigrame și parodii adunate în volumele Motanul poliglot (2002), Unu scriem, doi – în minte (2005).
A tradus literatură pentru copii, precum și din folclor.
Volume publicate (selectiv):
- Satelitul, versuri. Ed. „Lumina”,1973;
- Lădița cu cireșe, poem. Ed. „Lumina”,1975;
- Poveste despre pâine, versuri. Ed.”Literatura artistică”, 1978;
- Lenea-cucoană prinsă în capcană, versuri. Ed. „Literatura artistică”, 1982;
- Casă din cuvinte, versuri. Ed. „Literatura artistică”, 1984;
- Omul casă-și construiește, versuri. Tip. „EuroPress”, 1986;
- Abecedarul micului pietion, versuri. 1989;
- Ați văzut așa portar? Versuri. Ed. „Hiperion”, 1993;
- Târgul din poiană, versuri. Ed. „Terebint”, 2004;
- Vai ce litere ghidușe! Versuri, Ed. Balacron,1999; urmată de două ediții: 2005, 2009.
- Motanul poliglot, parodii. Ed. „Serebia”, 2002;
- Zece povești și doar una cu minciuni, povești în versuri. Ed. „Universul”, 2004;
- Vreau să fiu pasăre, povestiri.  Ed. „Universul”, 2005, 2014;
- 1,2,3, ce mai faceți băieței? Versuri. Ed. „Universul”, 2005;
- Florile se duc la școală , versuri Ed. „Universul”, 2007;
- Unu scriem, doi - în minte , versuri vesele și nu prea.
- Tip. „EuroPress”, 2005;
- Mama și puii, versuri „Continental-grup SRL”, 2008;
- Bunicuța melcilor, versuri „Continental-grup SRL”, 2008;
- Puișorii mamei, versuri „Continental-grup SRL”, 2008;
- Pomul cu litere, versuri. Ed. „Iulian”, 2008;
- Pomul cu cifre, versuri .Ed. „Iulian”, 2008;
- Iepurașul leneș,  poveste în versuri. Ed. „Universul”,2009;
- Sub o geană de pădure, poem.  Tipogr. „EuroPress”, 2010;
- Un băiat cu două fețe și o sută de povețe, poem. Ed. Pontos, 2010;
- A venit un lup la școală, versuri. Tipogr. „EuroPress”, 2011;
- Puiul mamei puișor, versuri. Ed. „Biblion”, 2012;
- …Eram un bob și eu, versuri. Ed. „Lumina”, 2012;
- Bunele, bună ziua! versuri .Tipogr. „EuroPress”, 2012;
- 101	 peme, poezii alese. Ed Biodova, București, 2012;
- Vasilică-Fasolică, Născocilă și cureaua”, versuri. Ed.   ”Tipo Moldova”, Iași, 2014;
- Alfabetul animalelor, versuri. Ed.”Biblion”, 2014;
- Calculatorul cu vărguța, versuri, Ed. „Pontos”, 2015;
- Alfabet cu zâmbet, versuri.  Ed. Biblion, 2015;
- „Ceaunel”, povestiri. Ed. Pontos, 2016;
- Fiul lui Păcală se duce la școală, versuri, Ed.Pontos ,2016;
- La Grădina zoologică, Editura „Biblion”,2017;
- Primul meu Abecedar, Editura „Biblion”,2018;
- Alfabet și numărătoare, Editura Biblion, 2018;
- Smartphone-ul vorbitor. ALFABET ELECTRONIC INTERACTIV, Editura „Biblion”,2019;
- Numărătoarea veselă  .  Editura „Biblion”,2019;
- Formule de politețe .  Editura „Biblion”,2019;
- Născocilă, Roadegumă și feciorul lui Păcală, Editura  ”Lumina”, 2019;
- Băiatul cu trei garoafe în mână, Editura ”Pontos”,2020;
- Întâmplări din viața scriitorilor (proză), Editura ”Pontos”, 2022;
- Între două ape, viața. (poezie), Editura ”Pontos”, 2022;
- Cosmonauții din ureche mea, (poezie), Editura ”Pontos”, 2022;

## Premii și recunoaștere
Titus Știrbu este deținătorul următoarelor onoruri:
- Diploma de gradul I la Concursul republican de literatură pentru copii „Bucuria din ochii copilului” (1996), pentru cartea Târgul din poiană
- Premiul Uniunii Scriitorilor din Moldova pentru culegerea de versuri Ce înseamnă a fi om bun? (2006)
- Premiile Salonului Internațional de Carte pentru Copii și Tineret:
  - 2000, pentru Vai ce litere ghidușe
  - 2008, pentru Puișorii mamei, Mașinica mea și Bunicuța melcilor
  - 2009, pentru Pomul cu litere.Pomul cu cifre
  - 2010, pentru Colorăm și învățăm poezii
  - 2012, pentru A venit un lup la școală
  - 2015, pentru Vasilică-Fasolică, Născocilă și cureaua
  - 2016, pentru Alfabet cu zâmbet
  - 2017, pentru *Ceaunel*
  - 2019, Premiul Uniunii Scriitorilor din Moldova pentru cartea ”Născocilă, Roaregumă și feciorul lui Păcală”.
- Premiul mare pentru parodie în cadrul Festivalului de satiră și umor „Dănilă Prepeleac” (1997)
- Premiul I pentru parodie la Festivalul republican de satiră și umor „La hanul lui Păcală” (Nisporeni, 2003)
- Premiul „KIBATEK” pentru  întreaga creație al Asociației științifico-literare: Turcia, Cipru, Țările Balcanice, Asia și Europa, 2013
- Diploma de Onoare a Guvernului Republicii Moldova, 2012
- Cetățean de Onoare al satului de baștină Cenușa
- Cetățean de Onoare al comunei Mogoșești, Iași
- Titlul Onorific „Maestru al Literaturii”, 2010
- Ordinul  „Gloria Muncii”, 2015